# Warszawski Międzynarodowy Festiwal Filmowy
Warszawski Międzynarodowy Festiwal Filmowy (ang. Warsaw Film Festival, też: Warsaw International FilmFest, dawniej Warszawski Tydzień Filmowy, Warszawski Festiwal Filmowy) – doroczny festiwal filmowy odbywający się na początku października w Warszawie. Prezentuje nowe filmy kina światowego, europejskiego i polskiego.
W trakcie festiwalu odbywa się plebiscyt publiczności. Tradycją WMFF jest to, że zwycięskie filmy, które przed festiwalem nie miały polskiego dystrybutora, znajdują go i są potem wyświetlane w polskich kinach.

## Historia imprezy

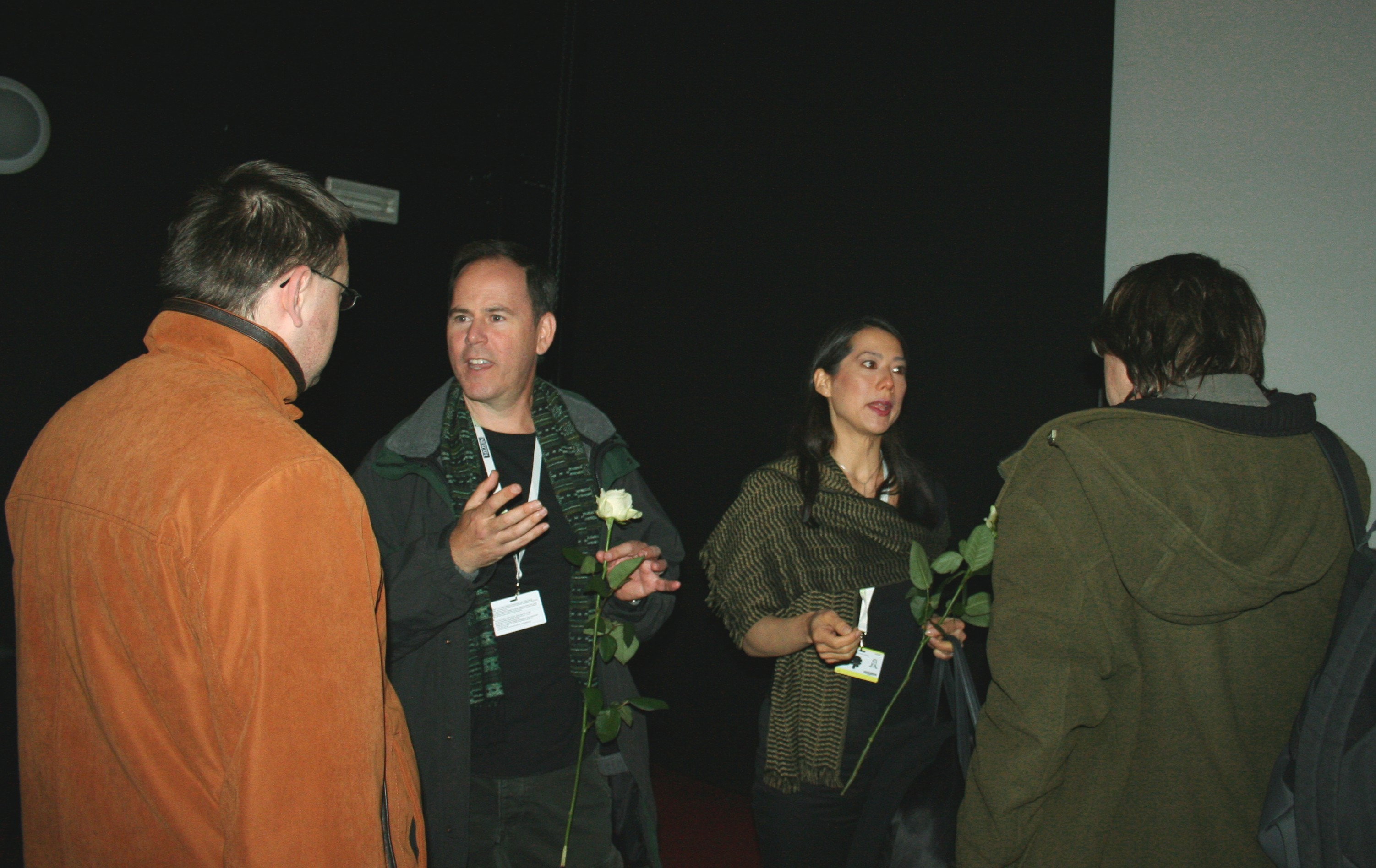
Edie i David Ichioka na spotkaniu z publicznością 23. WFF

Zalążkiem festiwalu stał się I Warszawski Tydzień Filmowy zorganizowany w 1985 przez DKF „Hybrydy”. Jego twórcą i dyrektorem do 1990 był Roman Gutek. Od następnego roku dyrektorem festiwalu został Stefan Laudyn. W 2024, po 33 latach nieprzerwanego pełnienia tej funkcji, na niecały miesiąc przed rozpoczęciem jubileuszowej, bo 40. edycji festiwalu, przeszedł on na emeryturę. Zastąpił go Gustaw Kolanowski.
Od 1995 festiwal organizuje Warszawska Fundacja Filmowa. WMFF należy do CentEast (Stowarzyszenie Festiwali Filmowych Europy Środkowej i Wschodniej), którego istnienie zapoczątkował w 2001. W tym samym roku uzyskał też akredytację FIAPF (Międzynarodowa Federacja Stowarzyszeń Producentów Filmowych).
W 2005 po raz pierwszy przedstawiciele FIPRESCI (Międzynarodowa Federacja Krytyków Filmowych) wybierali na WMFF-ie najlepszy film z regionu Europy Środkowo-Wschodniej.

## Sekcje festiwalu
Sekcje konkursowe
- Konkurs Międzynarodowy (premiery światowe, międzynarodowe i europejskie)
- Konkurs 1-2 (międzynarodowy konkurs pierwszych lub drugich filmów fabularnych w dorobku reżysera)
- Konkurs Wolny Duch (kino niezależne)
- Konkurs Filmów Dokumentalnych (dokumentalne filmy pełnometrażowe)
- Konkurs Crème de la Crème
- Konkurs Filmów Krótkometrażowych

Sekcje niekonkursowe
- Polska Klasyka
- Pokazy Specjalne
- Rodzinny Weekend Filmowy
- Najlepsze Polskie Filmy Krótkometrażowe

## Imprezy towarzyszące
W ramach festiwalu odbywają się także imprezy towarzyszące:
- Pokazy Warszawskie (zamknięte pokazy nowych polskich filmów z napisami po angielsku)
- Spotkania z Twórcami (rozmowy z reżyserami, producentami i aktorami)
- KIPA Days (panele i wykłady dla branży filmowej)
- Wasztaty Warsaw Next (warsztaty dla młodych reżyserów, scenarzystów, i producentów lub absolwentów szkół filmowych pracujących nad pełnometrażowym debiutem fabularnym)
- Wajda School New Talents (prezentacja programu Mistrzowskiej Szkoły Reżyserii Filmowej Andrzeja Wajdy)
- Doc Lab Poland (program dla dokumentalistów)
- FIPRESCI Warsaw Critics Project (program dla młodych krytyków i dziennikarzy rozpoczynających karierę)
- Warsztaty dla osób współpracujących ze scenarzystami (SCENE insiders)
- Sztuka montażu (otwarte warsztaty dla montażystów)
- w 2005 r. odbyły się regionalne targi filmowe CentEast Market oraz finał Konkursu Polskich Filmów Krótkometrażowych „Nokia Mobile Movie Competition”[4] (nakręconych za pomocą telefonów komórkowych Nokia N90)

## Edycje festiwalu

### Warszawski Tydzień Filmowy
- 1. Warszawski Tydzień Filmowy, 4-13 października 1985[5]
  - kino: Kultura, liczba widzów: brak danych

- 2. Warszawski Tydzień Filmowy, 3-12 października 1986[6]
  - kino: Kultura, liczba widzów: brak danych

- 3. Warszawski Tydzień Filmowy, 9-18 października 1987[7]
  - kina: Palladium, Atlantic, liczba widzów: brak danych
  - Nagroda Publiczności:  Ptasiek, reż. Alan Parker

- 4. Warszawski Tydzień Filmowy, 8-16 października 1988[8]
  - kina: Palladium, Atlantic, liczba widzów: brak danych
  - Nagroda Publiczności:  Koyaanisqatsi, reż. Godfrey Reggio

- 5. Warszawski Tydzień Filmowy, 6-15 października 1989[9]
  - kina: Palladium, Atlantic, liczba widzów: brak danych
  - Nagroda Publiczności:  Wyliczanka, reż. Peter Greenaway

- 6. Warszawski Tydzień Filmowy, 5-15 października 1990[10]
  - kina: Skarpa, Relax, Atlantic, Bajka, liczba widzów: brak danych
  - Nagroda Publiczności:  Stowarzyszenie Umarłych Poetów, reż. Peter Weir

### Warszawski Festiwal Filmowy
- 7. Warszawski Festiwal Filmowy, 4-14 października 1991[11]
  - kina: Relax, Luna, Atlantic, Bajka, liczba widzów: brak danych
  -  Nagroda Publiczności:  Podwójne życie Weroniki, reż. Krzysztof Kieślowski

- 8. Warszawski Festiwal Filmowy, 8-19 października 1992[12]
  - kina: Muranów, Wars, liczba widzów: brak danych
  - Nagroda Publiczności:  Księgi Prospera, reż. Peter Greenaway

- 9. Warszawski Festiwal Filmowy, 7-17 października 1993[13]
  - kina: Muranów, Wars, Iluzjon, Rejs, Riviera-Remont, liczba widzów: brak danych
  - Nagroda Publiczności:  Kawa i papierosy III, reż. Jim Jarmusch

- 10. Warszawski Festiwal Filmowy, 6-16 października 1994[14]
  - kina: Muranów, Wars, Iluzjon, liczba widzów: brak danych
  - Nagroda Publiczności:  Arizona Dream, reż. Emir Kusturica

- 11. Warszawski Festiwal Filmowy, 5-16 października 1995[15]
  - kina: Muranów, Kultura, Wars, liczba widzów: 33.000
  - Nagroda Publiczności:  Przed deszczem, reż. Miłczo Manczewski

- 12. Warszawski Festiwal Filmowy, 3-14 października 1996[16]
  - kina: Skarpa, RONiK, Foksal, liczba widzów: 40.000
  - Nagroda Publiczności:  Trainspotting, reż. Danny Boyle

- 13. Warszawski Festiwal Filmowy, 2-12 października 1997[17]
  - kina: Skarpa, RONiK, Foksal, liczba widzów: 41.000
  - Nagroda Publiczności:  Goło i wesoło, reż. Peter Cattaneo

- 14. Warszawski Festiwal Filmowy, 1-12 października 1998[18]
  - kina: Skarpa, Bajka, Kultura, liczba widzów: 45.000
  - Nagroda Publiczności:  Życie jest piękne, reż. Roberto Benigni

- 15. Warszawski Festiwal Filmowy, 7-18 października 1999[19]
  - kina: Skarpa, Bajka, Kultura, Foksal, liczba widzów: 48.000
  - Nagroda Publiczności:  Dzieci niebios, reż. Majid Majidi

### Warszawski Międzynarodowy Festiwal Filmowy
- 16. Warszawski Międzynarodowy Festiwal Filmowy, 5-16 października 2000[20]
  - kina: Bajka, Capitol, Relax, Skarpa
  - liczba widzów: 53.000
  - Nagroda Publiczności:  Samotni, reż. David Ondříček

- 17. Warszawski Międzynarodowy Festiwal Filmowy, 4-15 października 2001[21]
  - kina: Bajka, Capitol, Kinoteka, Relax
  - liczba widzów: 61.000
  - Nagroda Publiczności:  Włoski dla początkujących, reż. Lone Scherfig

- 18. Warszawski Międzynarodowy Festiwal Filmowy, 3-14 października 2002[22]
  - kina: Kinoteka, Bajka, Relax, Luna
  - liczba widzów: 71.000
  - Nagroda Grand Prix:  Edi, reż. Piotr Trzaskalski
  - Nagroda Publiczności:  Elling, reż. Petter Næss

- 19. Warszawski Międzynarodowy Festiwal Filmowy, 2-13 października 2003[23]
  - kina: Bajka, Luna, Relax, Silver Screen
  - liczba widzów: 70.000
  - Nagroda Grand Prix:  Kocham Cię, Lilia, reż. Łarisa Sadiłowa
  - Nagroda Publiczności:  Kumple, reż. Morten Tyldum

- 20. Warszawski Międzynarodowy Festiwal Filmowy, 7-18 października 2004[24]
  - kina: Relax, Silver Screen, Luna, Iluzjon
  - liczba widzów: 73.000
  - Nagroda Grand Prix:  Piękne miasto, reż. Asghar Farhadi
  - Nagroda Publiczności:  Kontrolerzy, reż. Nimród Antal

- 21. Warszawski Międzynarodowy Festiwal Filmowy, 7-16 października 2005[24]
  - kina: Kultura, Luna, Relax, Silver Screen
  - liczba widzów: 80.000
  - Nagroda Grand Prix:  Przepraszam za kung-fu, reż. Ognjen Sviličić
  - Nagroda Publiczności:  Jabłka Adama, reż. Anders Thomas Jensen

- 22. Warszawski Międzynarodowy Festiwal Filmowy, 6-15 października 2006[25]
  - kina: Kinoteka, Luna, Relax
  - liczba widzów: 92.140
  - Nagroda Grand Prix:  Euforia, reż. Iwan Wyrypajew
  - Nagroda Publiczności:  Życie na podsłuchu, reż. Florian Henckel von Donnersmarck

- 23. Warszawski Międzynarodowy Festiwal Filmowy, 12-21 października 2007[26]
  - kina: Kinoteka, Luna, Palladium
  - liczba widzów: ?
  - Nagroda Grand Prix:  Nocny pociąg, reż. Diao Yinan
  - Nagroda Publiczności:  Przyjeżdża orkiestra, reż. Eran Kolirin

- 24. Warszawski Międzynarodowy Festiwal Filmowy, 10-19 października 2008[27]
  - kina: Kinoteka, Multikino Złote Tarasy
  - liczba widzów: 97.000
  - Nagroda Grand Prix:  Dzień w Juriewie, reż. Kiriłł Sieriebriennikow
  - Nagroda Publiczności:
    - film fabularny:  Walc z Baszirem, reż. Ari Folman
    - film dokumentalny: Young@Heart, reż. Stephen Walker

- 25. Warszawski Międzynarodowy Festiwal Filmowy, 9-18 października 2009[28]
  - kina: Kinoteka, Multikino Złote Tarasy, Kultura
  - liczba widzów: 108.000
  - Nagroda Grand Prix:  Lourdes, reż. Jessica Hausner
  - Nagroda Publiczności:
    - film fabularny:  Dom zły, reż. Wojciech Smarzowski /  Witamy, reż. Philippe Lioret
    - film dokumentalny: Dezinformacja, reż. Jo’aw Szamir
    - film krótkometrażowy: Świnka, reż. Dorte W. Hogh

- 26. Warszawski Międzynarodowy Festiwal Filmowy, 8-17 października 2010[29]
  - kina: Kinoteka, Multikino Złote Tarasy
  - liczba widzów: 109.000; 384 projekcje, 134 filmy pełnometrażowe, 71 filmów krótkometrażowych z 53 krajów świata
  - Nagroda Grand Prix:  Pogorzelisko, reż. Denis Villeneuve
  - Nagroda Publiczności:
    - film fabularny:  Nieściszalni, reż. Ola Simonsson i Johannes Stjärne Nilsson
    - film dokumentalny: Po prostu serfuj, reż. Björn Richie Lob
    - film krótkometrażowy: Te rzeczy, reż. Kerri Davenport-Burton

- 27. Warszawski Międzynarodowy Festiwal Filmowy, 7-16 października 2011[30]
  - kina: Kinoteka, Multikino Złote Tarasy
  - liczba widzów: 101.000; 370 projekcji, 129 filmów pełnometrażowych, 92 filmy krótkometrażowe z 59 krajów świata
  - Nagroda Grand Prix:  Róża, reż. Wojciech Smarzowski
  - Nagroda Publiczności:
    - film fabularny:  Róża, reż. Wojciech Smarzowski
    - film dokumentalny: Buck, reż. Cindy Meehl
    - film krótkometrażowy: North Atlantic, reż. Bernardo Nascimento
    - film dla dzieci: Kot w Paryżu, reż. Alain Gagnol i Jean-Loup Felicioli

- 28. Warszawski Międzynarodowy Festiwal Filmowy, 12-21 października 2012[31]
  - kina: Kinoteka, Multikino Złote Tarasy
  - liczba widzów: 100.000; 366 projekcji, 129 filmów pełnometrażowych, 83 filmy krótkometrażowe z 55 krajów świata[32]
  - Nagroda Grand Prix:  Tango Libre, reż. Frédéric Fonteyne
  - Nagroda Publiczności:
    - film fabularny:  Imagine, reż. Andrzej Jakimowski
    - film dokumentalny: Daleko nie jest wystarczająco daleko: Historia Tomiego Ungerera, reż. Brad Bernstein
    - film krótkometrażowy: Kolumna, reż. Ujkan Hysaj
    - film dla dzieci: Twigson w opałach, reż. Arild Ostin Ommundsen

- 29. Warszawski Międzynarodowy Festiwal Filmowy, 11-20 października 2013[33]
  - kina: Kinoteka, Multikino Złote Tarasy
  - liczba widzów: 100.000; 361 projekcji, 123 filmy pełnometrażowe, 1 film średniometrażowy oraz 83 filmy krótkometrażowe z 57 krajów świata[34]
  - Nagroda Grand Prix:  Ida, reż. Paweł Pawlikowski
  - Nagroda Publiczności:
    - film fabularny:  Mandarynki, reż. Zaza Uruszadze
    - film dokumentalny: Zdobyć zdjęcie, reż. Cathy Pearson
    - film krótkometrażowy: Strach, reż. Martin Krejčí

- 30. Warszawski Międzynarodowy Festiwal Filmowy, 10-19 października 2014[35]
  - kina: Kinoteka, Multikino Złote Tarasy
  - liczba widzów: ?; 353 projekcje, 88 filmów fabularnych, 23 filmy dokumentalne oraz 72 filmy krótkometrażowe (w tym 27 w konkursie) z 59 krajów świata[36]
  - Nagroda Grand Prix:  Trumna w górach, reż. Xin Yukun
  - Nagroda Publiczności:
    - film fabularny:  Co robimy w ukryciu, reż. Jemaine Clement i Taika Waititi
    - film dokumentalny: Rozdroże, reż. Anastasija Miroszniczenko
    - film krótkometrażowy: Joanna, reż. Aneta Kopacz
    - film dla dzieci: Kapitan rybka, reż. John Banana

  - Nagroda FIPRESCI dla najlepszego debiutu reżyserskiego z Europy Wschodniej:  What a Wonderful World, reż. Anatol Durbală
  - Nagroda Jury Ekumenicznego:  Na skrzyżowaniu wichrów, reż. Martti Helde

- 31. Warszawski Międzynarodowy Festiwal Filmowy, 9-18 października 2015[37]
  - kina: Kinoteka, Multikino Złote Tarasy
  - liczba widzów: ?
  - Nagroda Grand Prix:  Neonowy byk, reż. Gabriel Mascaro
  - Nagroda Publiczności:
    - film fabularny:  Pokój, reż. Lenny Abrahamson
    - film dokumentalny: Autyzm i miłość, reż. Matt Fuller
    - film krótkometrażowy: Dzień babci, reż. Miłosz Sakowski
    - film dla dzieci: Syn Winnetou, reż. André Erkau

- 32. Warszawski Międzynarodowy Festiwal Filmowy, 7-16 października 2016[38]
  - kina: Kinoteka, Multikino Złote Tarasy
  - liczba widzów: ?
  - Nagroda Grand Prix:  Malaria, reż. Parviz Shahbazi
  - Nagroda Publiczności:
    - film fabularny:  Nazywam się Cukinia, reż. Claude Barras
    - film dokumentalny: Tancerz, reż. Steven Cantor
    - film krótkometrażowy: Pozdrowienia z Kropsdam, reż. Joren Molter
    - film dla dzieci: 
      - film krótkometrażowy – Pan Toti i czarodziejska różdżka, reż. Grzegorz Handzlik i Jaroslav Baran
      - film pełnometrażowy – Louis i Nolan – Wielki wyścig z serem, reż. Rasmus A. Sivertsen

- 33. Warszawski Międzynarodowy Festiwal Filmowy, 13-22 października 2017
  - kina: Kinoteka, Multikino Złote Tarasy
  - liczba widzów: ?
  - nagrody[39]
    - Nagroda Grand Prix:  Zabić arbuza[40], reż. Gao Zehao
    - Nagroda Publiczności:
      - film fabularny:  Dziennik gangstera, reż. Ivica Zubak
      - film dokumentalny:  AlphaGo, reż. Greg Kohs
      - konkurs 1-2: Uwodziciel, reż. Milad Alami
      - film dla dzieci:
        - film krótkometrażowy: Amerykański sen, reż. Marek Skrzecz
        - film pełnometrażowy – Wielki zły lis i inne opowieści, reż. Benjamin Renner i Patrick Imbert

- 34. Warszawski Międzynarodowy Festiwal Filmowy, 12-21 października 2018
  - kina: Kinoteka, Multikino Złote Tarasy
  - liczba widzów: ?
  - nagrody[41]:
    - Nagroda Grand Prix:  Delegacja[42], reż. Bujar Alimani
    - Nagroda Publiczności[43]:
      - film fabularny:  Heavy Trip, reż. Juuso Laatio i Jukka Vigren
      - film dokumentalny:  Koncert na dwoje, reż. Tomasz Drozdowicz
      - film krótkometrażowy:  Universam Grochów, reż. Tomasz Knittel
      - film dla dzieci: 
        - film krótkometrażowy – Kitka i Pan Bezsenny, reż. Edmunds Jansons
        - film pełnometrażowy – Papa Moll i Fabryka Czekolady, reż. Manuel Flurin Hendry

- 35. Warszawski Międzynarodowy Festiwal Filmowy, 11-20 października 2019
  - kina: Kinoteka, Multikino Złote Tarasy
  - liczba widzów: ?
  - nagrody[44]:
    - Nagroda Grand Prix:  Shindisi[45], reż. Dito Cincadze
    - Nagroda Publiczności[46]:
      - film fabularny:  Wszystko dla mojej matki, reż. Małgorzata Imielska
      - film dokumentalny:  Ważniejsza od królów, reż. Lauren Greenfield

- 36. Warszawski Międzynarodowy Festiwal Filmowy, 9-18 października 2020[47]
  - kina: Kinoteka, Multikino Złote Tarasy
  - liczba widzów: ?
  - Nagroda Grand Prix:  18 kiloherców[48], reż. Farchat Szaripow
  - Nagroda Publiczności:
    - film fabularny:  Nieszczególne miejsce, reż. Uberto Pasolini
    - film dokumentalny:  Agonia, reż. Tomasz Knittel
    - film krótkometrażowy:  Ja i moja gruba dupa, reż. Yelyzaveta Pysmak

- 37. Warszawski Międzynarodowy Festiwal Filmowy, 8-17 października 2021[49]
  - kina: Kinoteka, Multikino Złote Tarasy
  - liczba widzów: ?
  - Nagroda Grand Prix:  Cud[50], reż. Bogdan George Apetri
  - Nagroda Publiczności:
    - film fabularny:  Toubab - swój obcy, reż. Florian Dietrich
    - film dokumentalny:  F@ck This Job, reż. Vera Krichevskaya /  Stado, reż. Karolina Poryzała i Monika Kotecka
    - film krótkometrażowy:  Kontroler snów, reż. Leo Berne i Raphaël Rodriguez
    - film dla dzieci:  Róż, reż. Joe Mateo

- 38. Warszawski Międzynarodowy Festiwal Filmowy, 14-23 października 2022
  - kina: Atlantic, Multikino Złote Tarasy
  - liczba widzów: ?
  - nagrody[51]:
    - Nagroda Grand Prix:  Święto pracy[52], reż. Pjer Žalica
    - Nagroda Publiczności[53]:
      - film fabularny:  Niebezpieczni dżentelmeni, reż. Maciej Kawalski
      - film dokumentalny:  Bez cenzury, reż. Meg Smaker
      - film krótkometrażowy:  Wszystko w porządku, ziemniaku w żołądku, reż. Piotr Jasiński

- 39. Warszawski Międzynarodowy Festiwal Filmowy, 6-15 października 2023
  - kina: Atlantic, Multikino Złote Tarasy
  - liczba widzów: ?
  - nagrody[54]:
    - Nagroda Grand Prix:  Cień Catire[55], reż. Jorge Hernandez Aldana
    - Zwycięzcy Plebiscytu Publiczności[56]:
      - film fabularny:  Lęk, reż. Sławomir Fabicki
      - film dokumentalny:  Ani Choying Drolma. Misja niemożliwa, reż. F. Jennifer Lin, Shan Bai
      - film krótkometrażowy:  Trzy opowiadania o Basi, reż. Mateusz Pietrak

- 40. Warszawski Międzynarodowy Festiwal Filmowy, 11-20 października 2024
  - kina: Atlantic, Kinoteka, Kino Iluzjon
  - liczba widzów: ?
  - nagrody[57]:
    - Nagroda Grand Prix:  Najeźdźcy[58], reż. Teodora Ana Mihai
    - Zwycięzca Konkursu 1-2:  W dobrej wierze[59], reż. Frauke Lodders
    - Nagroda Crème de la Crème:  Czarny pies[60], reż. Guan Hu
    - Najlepszy Film Dokumentalny:  Korespondent wojenny[61], reż. Benjamin Tuček, David Čálek
    - Zwycięzcy Plebiscytu Publiczności[62]:
      - film fabularny:  Innego końca nie będzie, reż. Piotr Milczarek
      - film dokumentalny:  Korespondent wojenny, reż. F. Benjamin Tuček, David Čálek
      - film krótkometrażowy:  Zupa z tygrysa, reż. Kacper Świtalski